# Fabrizio Carini Motta
Fabrizio Carini Motta (Mantova, ... – 1700) è stato un architetto e pittore italiano.

## Biografia
Fu attivo a Mantova dal 1649 al 1699, dove si occupò prevalentemente di teatri. Lavorò alla corte del duca di Mantova Carlo II di Gonzaga-Nevers. Nel 1668 costruì per la famiglia Fedeli-Gonzaga, a fianco del teatro di corte, il "Teatro delle Commedie", ora scomparso.

## Opere
- Trattato sopra la struttura de' teatri, e scene che à nostri giorni si costumano, e delle regole per far quelli con proportione secondo l'insignamento della pratica maestra commune…, pubblicato a Guastalla nel 1676 e dedicato a Isabella Clara d'Austria, duchessa consorte di Mantova.